# 松葉山天満宮

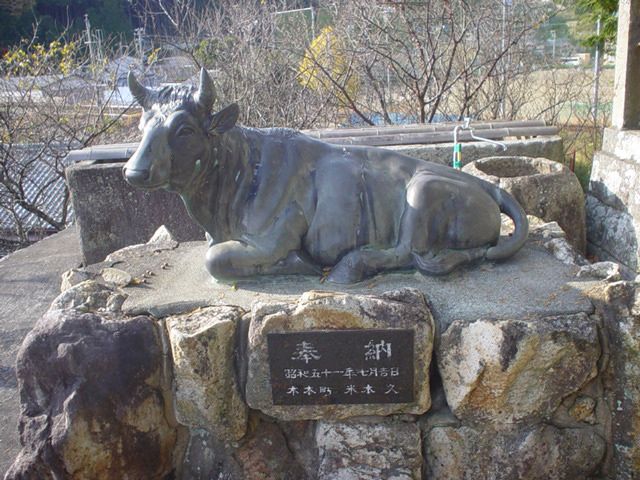
松葉山天満宮の牛の像

松葉山天満宮（まつばやまてんまんぐう）は、三重県熊野市木本町にある天満宮。

## 所在地
- 三重県熊野市木本町

## 祭神
- 菅原道真

## 概要
ご神体は天神画像で熊野市指定文化財。
以前は木々に覆われていたが台風の影響でなかの様子が遠くからでも見えるようになった。

## 熊野市指定文化財

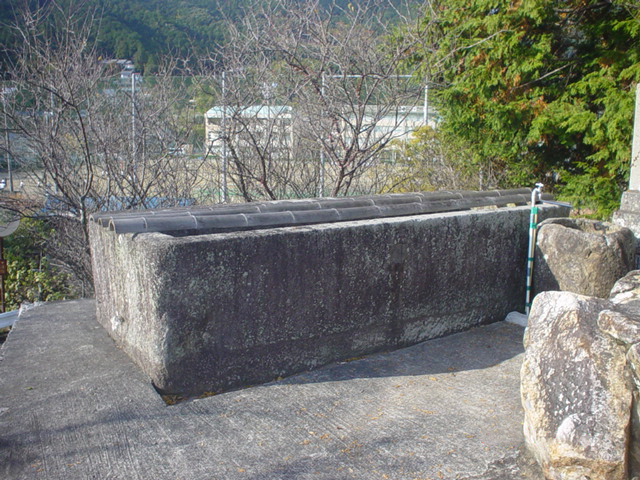
境内にある、手洗水船。

- 熊野市指定文化財
  - 天神画像
- 有形民俗文化財
  - 水槽石
- 石工 玉助
- 他の三個は次の通り
  - 木本神社手洗水船
  - 新出町稲荷手洗水船
  - 天理教南紀大教会手洗水船